# Alan Davidson (scrittore 1924)
Alan Eaton Davidson (Derry, 30 marzo 1924 – Londra, 2 dicembre 2003) è stato uno scrittore e diplomatico britannico specializzato in libri di gastronomia e meglio conosciuto per il suo Oxford Companion to Food (1999).

## Biografia

### Gioventù
Davidson nacque a Derry, nell'Irlanda del Nord, ed era figlio di William John Davidson (1899–1959), un ispettore delle tasse, e Constance, nata Eaton (1889–1974). Alan crebbe a Leeds, nel nord-est dell'Inghilterra, dove frequentò la Leeds Grammar School. La sua istruzione superiore fu interrotta a causa dello scoppio della seconda guerra mondiale, durante la quale entrò a far parte della Royal Naval Volunteer Reserve come marinaio. Durante il suo servizio militare, proseguito anche dopo il termine del grande conflitto, Davidson viaggiò nel Mediterraneo, nell'oceano Atlantico e in quello Pacifico, e raggiunse il grado di ufficiale. Nel 1946 tornò in Inghilterra per completare i suoi studi al Queen's College di Oxford dove, nel 1948, ottenne una doppia laurea durante i primi esami universitari.

### Carriera
Più tardi, nel 1948, Davidson entrò a far parte del Foreign Office ove ricoprì la carica di diplomatico fino al 1973. Durante questo periodo, Davidson viaggiò a Washington, L'Aia, Il Cairo e Tunisi, diresse due dipartimenti del Foreign Office a Londra e fu capo cancelliere nella delegazione britannica presso la NATO, a Bruxelles. Nel 1951, Davidson sposò Jane Macatee, con la quale ebbe tre figlie.
Nel frattempo, nel 1963, Davidson scrisse il suo primo libro di cucina: Seafish of Tunisia and the Central Mediterranean, un manuale sulla fauna ittica del Mediterraneo che venne accolto molto positivamente dalla stampa.

Durante la sua permanenza presso il Foreign Office, Davidson raggiunse il grado di ambasciatore britannico nel Laos, una carica che mantenne fra il 1973 e il 1975, prima di interrompere la sua carriera di diplomatico e concentrarsi sulla scrittura di libri di cucina. Secondo quanto riportò un collega di Davidson:
All'età di cinquantuno anni, nel 1975, Davidson pubblicò Fish and Fish Dishes of Laos, a cui seguirono Seafood of South-East Asia (1976) e North Atlantic Seafood (1979). Tali libri furono tutti scritti da Davidson basandosi sulle informazioni che aveva raccolto mentre si trovava nel Laos, e vennero ristampati più volte.
Nel 1978, dopo essere stato messo sotto contratto dalla Oxford University Press, Davidson iniziò a lavorare a The Oxford Companion to Food. Il libro, che verrà terminato nel 1999, ha quasi novecento pagine e veniva considerato dal saggista la sua "opera magna". Stando ai resoconti, durante la stesura del libro, la casa di Davidson "divenne un centro di ricerca. Nelle due stanze del seminterrato vi erano pile di libri di cucina così alte che raggiungevano il soffitto. Quei volumi erano tutti scritti nelle lingue che lui (Davidson), Jane e le loro figlie conoscevano."
Durante lo stesso anno, i Davidson curarono e tradussero una selezione di 320 pagine di Le grand dictionnaire de cuisine di Dumas che venne pubblicata con il titolo Dumas on Food. Davidson impiegò vent'anni per completare l'Oxford Companion.  Nel 1979 lo scrittore fondò assieme alla moglie la Prospect Books, una casa editrice che ristampava libri di cucina rari, divenne Alistair Horne Research Fellow presso il college di St Antony, e organizzò con Theodore Zeldin un importante simposio sulla storia del cibo divenuto un evento annuale conosciuto dal 1981 come Oxford Symposium on Food and Cookery. Nel frattempo, Davidson e la moglie inaugurarono la rivista culinaria Petits Propos Culinaires, considerata dal sopracitato Levy "il primo periodico serio che si occupa di storia del cibo".

### Ultimi anni e morte
Quando era in pensione, Davidson fu nominato membro dell'Ordine di San Michele e San Giorgio, una menzione d'onore che però si pentì di aver ricevuto. Decise infatti di far cancellare ogni riferimento all'onorificenza nel libro Who's Who, e rifiutò ulteriori riconoscimenti dal governo britannico. Nel 2003, Davidson ricevette il Premio Erasmo da Beatrice dei Paesi Bassi per aver istituito il simposio di Oxford sul cibo e la cucina e per aver scritto l'Oxford Companion.
Davidson morì il 2 dicembre 2003 al Chelsea and Westminster Hospital di Londra per insufficienza cardiaca, all'età di 79 anni; gli sopravvissero sua moglie e le loro tre figlie.

### Dopo la morte
Nel marzo di marzo del 2010 BBC Four trasmise un documentario televisivo con Andrew Graham-Dixon dedicato ad Alan Davidson e intitolato The Man Who Ate Everything.

## Opere
- Seafish of Tunisia and the Central Mediterranean, 1963
- Mediterranean Seafood, 1972
- Seafood of South-east Asia, 1976
- Fish and Fish Dishes of Laos, 1975
- North Atlantic Seafood, 1980
- Oxford Symposium on National and Regional Styles of Cookery, 1981
- Phia Sing: Traditional Recipes of Laos, 1981
- Food in Motion: the migration of foodstuffs and cookery techniques: proceedings, 1983
- On Fasting and Feasting: a personal collection of favourite writings on food and eating, 1988
- Seafood: a connoisseur's guide and cookbook, 1989
- A Kipper with my Tea: selected food essays, 1990
- The Cook's Room: a celebration of the heart of the home, 1991
- Fruit: a connoisseur's guide and cookbook, 1991
- The Oxford Companion to Food, 1999
- Trifle, 2001
- The Wilder Shores of Gastronomy: twenty years of the best food writing from the journal "Petits Propos Culinaires", 2002 (con Helen Saberi)
- The Penguin Companion to Food, 2000